# FC Bergedorf 85
Der FC Bergedorf 85 e. V. ist ein im Jahr 2009 gegründeter deutscher Fußballverein aus Hamburg-Bergedorf. Die Herrenmannschaft des Vereins spielte zwischen 2009 und 2013 in der fünftklassigen Oberliga Hamburg, während die Frauenmannschaft zwischen 2009 und 2016 in der Nord-Staffel der drittklassigen Frauen-Regionalliga spielte.

## Geschichte
Die Fußballabteilung des ASV Bergedorf 85 beschloss am 19. Juni 2009 sich von ihrem Alt-Verein zu trennen und mit dem neugegründeten FC Bergedorf 85 per notariell beglaubigtem Vertrag zu fusionieren. Sowohl die Herren- als auch die Frauenmannschaft des Vereins übernahmen die Plätze der Mannschaften des ASV in der fünftklassigen Oberliga Hamburg bzw. Nord-Staffel der drittklassigen Frauen-Regionalliga.
Sein erfolgreichstes Jahr hatte der Verein in der Saison 2011/12, als beide Mannschaften in ihren jeweiligen Klassen die Vizemeisterschaft errangen. Am Ende der Saison 2012/13 musste die Herrenmannschaft den Abstieg in die sechstklassige Landesliga Hamburg hinnehmen. Ein Jahr später wurden die 85er in die Bezirksliga durchgereicht, aus welcher sie jedoch 2015 in die Landesliga zurückkehrten. Die Frauenmannschaft wurde 2015 Vizemeister hinter dem SV Henstedt-Ulzburg. Im Dezember 2016 hat der Verein seine erste Frauenmannschaft abgemeldet und stand somit als erster Absteiger zur Saison 2016/17 fest.